# Секс на две ночи
«Секс на две ночи» (англ. Two Night Stand) — романтическая комедия 2014 года режиссёра Макса Николса и продюсера Рубена Флейшера. В главных ролях Майлз Теллер, Анали Типтон, Джессика Зор, Ливен Рамбин и Кид Кади. В США премьера фильма состоялась 26 сентября 2014 года.

## Сюжет
Девушка на целый день застряла в доме незнакомого парня из-за ужасного снежного шторма. Благодаря этому несчастному случаю, молодые люди получают возможность познакомиться поближе.

## В ролях
| Актёр        | Роль                |
| ------------ | ------------------- |
| Майлз Теллер | Алек                |
| Анали Типтон | Меган               |
| Джессика Зор | Файза соседка Меган |
| Ливен Рамбин | Дэйзи               |
| Кид Кади     | Седрик парень Файзы |
| Джош Салатин | Крис                |

## Производство
Съёмки фильма проходили в Нью-Йорке и завершились 22 ноября 2013 года. 21 ноября кинокомпания Entertainment One выкупила права на фильм, запланировав выпуск в прокат в 2014 году.